# Macrolophus caliginosus
Macrolophus caliginosus es un insecto heteróptero de la familia Miridae depredador de una amplia gama de insectos herbívoros, entre ellos de Tuta absoluta, Bemisia tabaci y de Trialeurodes vaporariorum insectos que pueden ser plagas en cultivos de tomate y otras hortalizas. Es muy voraz, siendo capaz de atacar a las moscas blancas (B. tabaci y Trialeurodes vaporariorum) en todos sus estadios, si bien prefiere los huevos y larvas. También se alimenta de pulgones, ácaros y huevos de polillas.
Los adultos alcanzan una longitud de 2,9 a 3,6 mm, de color verde claro y aspecto esbelto, ojos rojos, antenas largas, verdes y con la base negra, y patas largas que le permiten desplazarse con rapidez.